# Фака Антон Олександрович
Анто́н Олекса́ндрович Фа́ка (1997—2019) — молодший сержант Збройних сил України, учасник російсько-української війни.

## Життєпис
Народився 1997 року в смт Березанка (Миколаївська область). Полюбляв спорт, грав у футбол за клуб «Березанка». 2014 року закінчив Надбузький професійний аграрний ліцей, фах — слюсар з ремонту автомобілів, водій автотранспортних засобів категорії С.
Серпнем 2016 року вступив на військову службу за контрактом; молодший сержант, навідник взводу безпілотних літальних апаратів 406-ї артилерійської бригади. І в армії також грав, за бригадну футбольну команду — в «Лізі АТО».
10 липня 2019-го в пообідню пору на південному виїзді з Гранітного (Волноваський район) ворожий ПТРК з боку окупованого села Нова Мар'ївка уразив військовий автомобіль КрАЗ-5233, у якому перебувало 4 військовиків. Внаслідок влучання ракети в кузов Антон загинув, старший матрос Сергій Булгаков зазнав важких уламкових поранень. Неподалік на блокпосту при виїзді з села стояв автомобіль новопризначеного голови Донецької ОДА — він не постраждав.
13 липня 2019 року похований у селищі Березанка.
Без Антона лишились мама і старший брат, який також служив — у морській піхоті в Криму, і вийшов з окупованої території у 2014.

## Нагороди та вшанування
- Указом Президента України № 19/2020 від 21 січня 2020 року за «особисту мужність і самовіддані дії, виявлені у захисті державного суверенітету та територіальної цілісності України» нагороджений орденом «За мужність» III ступеня (посмертно)[4].